# Хрести (Київ)
Хрести́ — історична місцевість на Печерську, яка виникла між Кловським яром і шляхом до Києво-Печерської лаври.

## Назва

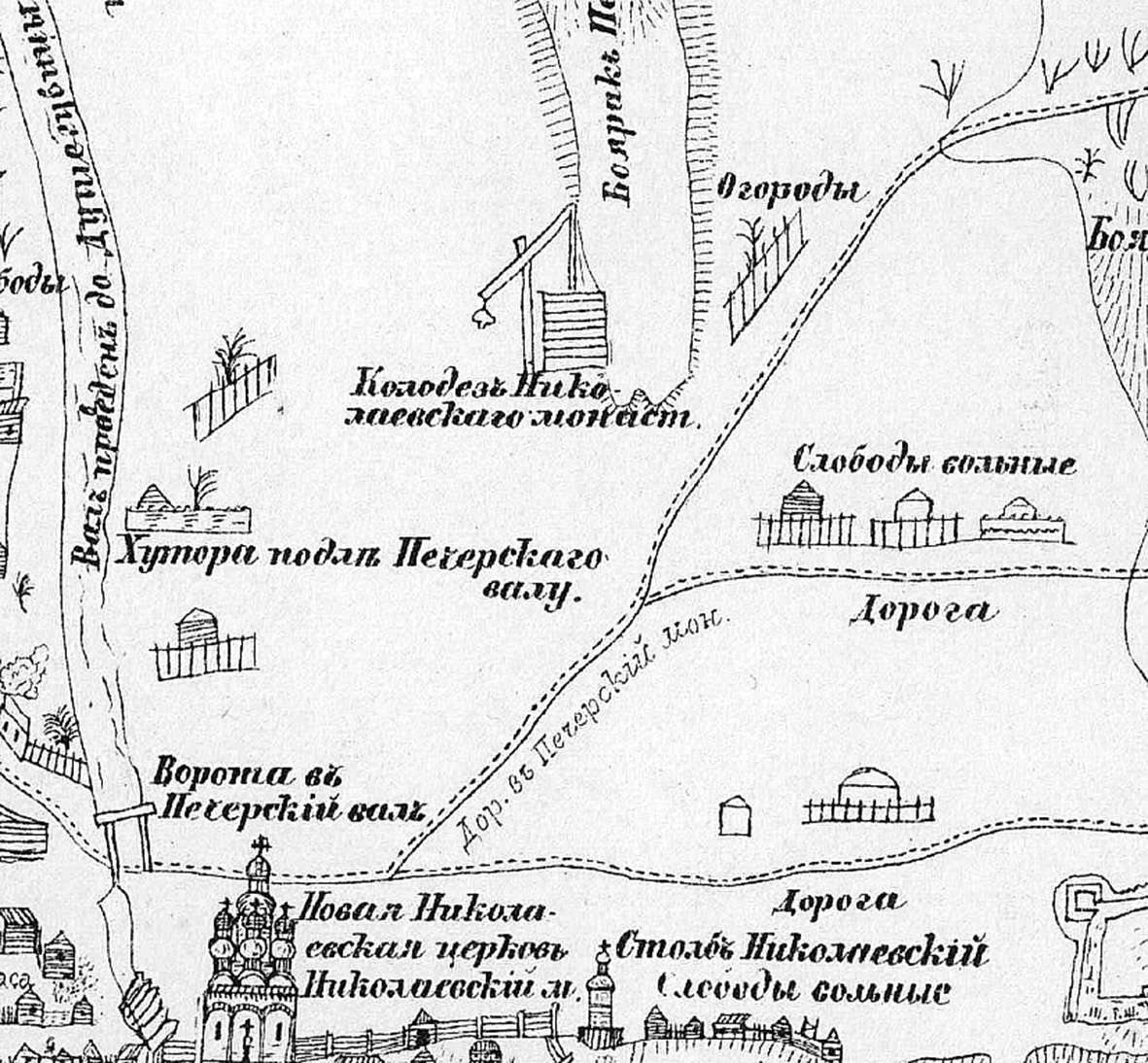
Слобода між Кловським яром і шляхом до лаври, 1695 рік

За словами історика XIX ст. М. Закревського, «на західному схилі Печерська, зверненому до Клова, у тому самому місці, де тепер проведена шосейна дорога від Інститутської вулиці до Печерського ринку, на одному косогорі здавна стояв хрест, а навколо нього дерев'яний зруб. Чи була тут церква або яка могила, — для нас невідомо. Але місцевість ця отримала назву Хрестів».
Походження топоніма може бути пов'язано із хрестами на цвинтарі або над криницею, або на перехресті доріг, які вели на Поділ і Старий Київ, до Києво-Печерської лаври, Наводницької переправи й Василькова.
Інші назви — Микільський Полик, Нова Слобода.

## Опис

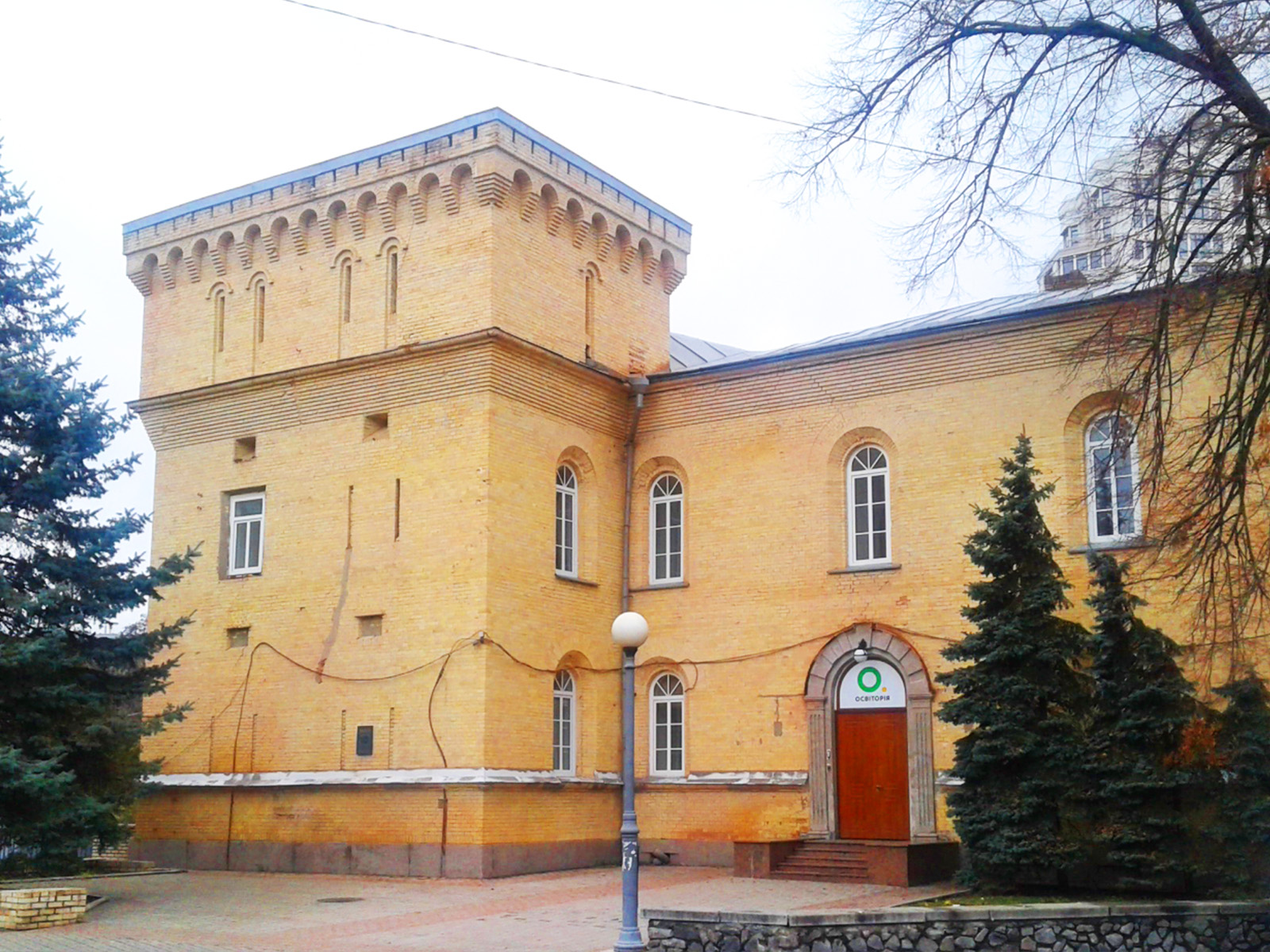
Микільська брама Нової Печерської фортеці

Хрести розташовані на трикутній ділянці між «Арсеналом» (Князів Острозьких), старим Печерським іподромом (вулиця Михайла Омеляновича-Павленка) і вулицею Івана Мазепи.
У середньовіччя гончарська слобода Микільський Полик  з урочищем Хрести перебувала у власності Микільського монастиря та Києво-Печерської лаври. Після вилучення церковних земель у казенну власність у другій половині XVIII сторіччя слободу забудували одноповерховими будинками. 1785 року у слободі налічувалося близько 500 мешканців.
Під час будівництва Нової Печерської фортеці у 1830-х роках у поселенні сформувалася сучасна мережа вулиць і провулків. Хрести під назвою Нова Слобода злилися з Печерським містечком.
Навколо Печерського форштадту ще з XVIII сторіччя почали селитися повії. На початку ХІХ сторіччя Хрести зажили слави розпусного місця. «Непотребні» або «хрестові дівки» обслуговували гармиз (гарнізонних солдатів), мілітерів (офіцерів), рябчиків (цивільних осіб, чиновників) і спудеїв (студентів).
Після легалізації проституції у Російській імперії в 1843 році й у зв'язку із будівництвом поблизу Нової Печерської фортеці «хрестових дівок» перевели у будинки розпусти на Андріївський узвіз.
Історик М. Закревський 1868 року писав:
|  | Місцевість ця<...> була забудована малими дерев'яними будинками, між якими стояли дві єврейські школи: літня і зимова, а нижче, на схилі, у так званого Виноградного Саду на Клові, розташовувалися кілька свічкарень і миловарень, які поширювали неприємне повітря. Тут тіснилися в халупах євреї |

1908 року до Хрестів пустили трамвай № 3, який ходив від Царської площі до Троїцького монастиря через сучасні вулиці Князів Острозьких і Михайла Омеляновича-Павленка.
Топонім зберігся у назві Хрестового провулка, який виник у XVIII столітті.

## Пам'ятки історії та архітектури

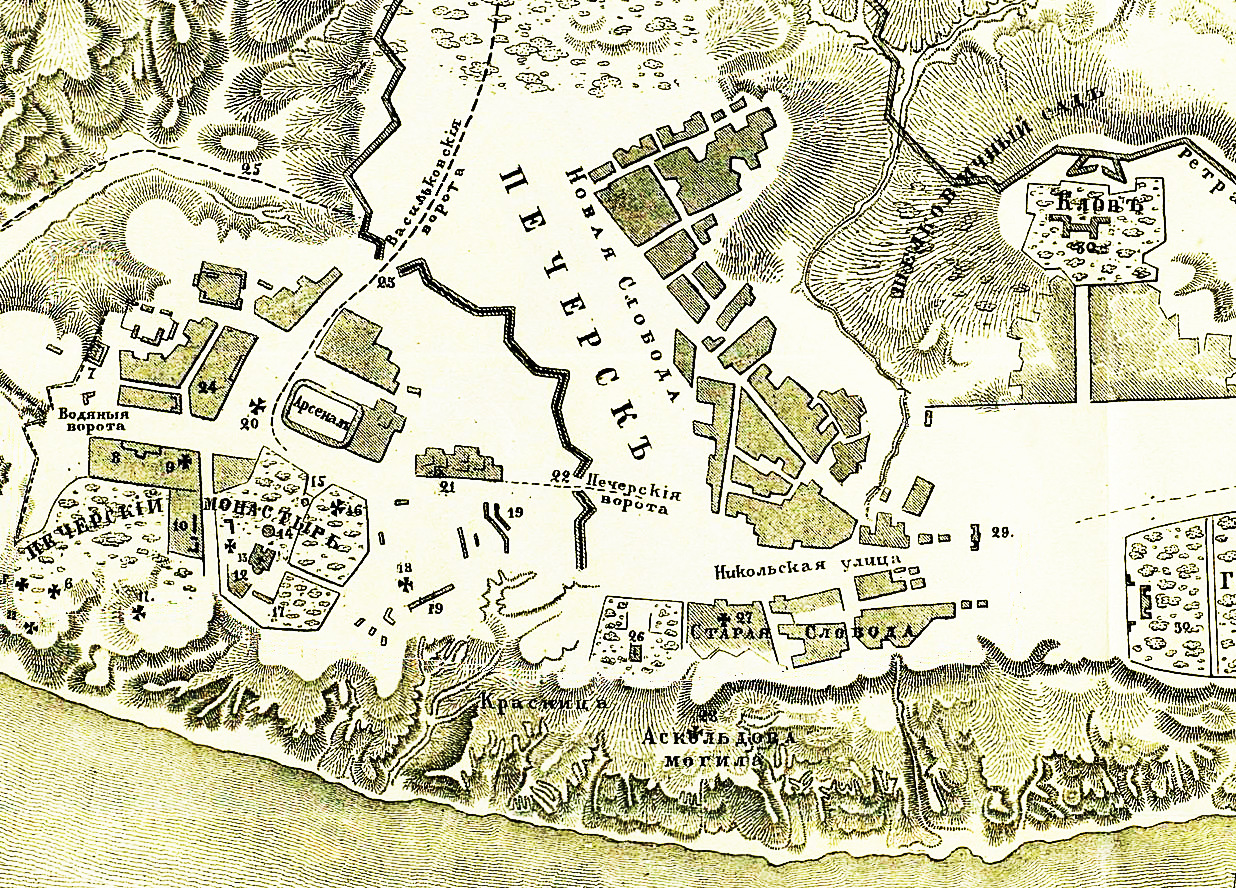
Хрести у складі Нової Слободи, план 1800 року

На Хрестах частково збереглася історична забудова XIX — початку XX століття.
- Особняк, побудований 1899 року за проєктом архітектора А.-Ф. Краусса (вулиця Князів Острозьких, 5)[9].
- Особняк М. Бердяєва, 1885—1890 і корпус лікарні очних хвороб Попових, 1887 (вулиця Івана Мазепи, 10а)[10].
- Багатоквартирний житловий будинок 1900 року (Бутишів провулок, 14).
- Прибутковий будинок у стилі модерну, побудований в 1912 році за проєктом архітектора Євгена Єрмакова (вулиця Михайла Омеляновича-Павленка, 14/12)[11].
- Печерське міське парафіяльне училище, побудоване у 1902—1903 роках за проєктом архітектора О. Кривошеєва (Бутишів провулок, 11)[12].
- Будинок Київського місцевого правління Російського товариства Червоного Хреста, 1904 (вулиця Князів Острозьких, 1/2)[13].
- Будинок культури заводу «Арсенал», початок ХХ ст. (вулиця Князів Острозьких, 3)[14].
- Житловий будинок працівників «Метробуду», побудований 1954 року (вулиця Князів Острозьких, 5/2)[15].

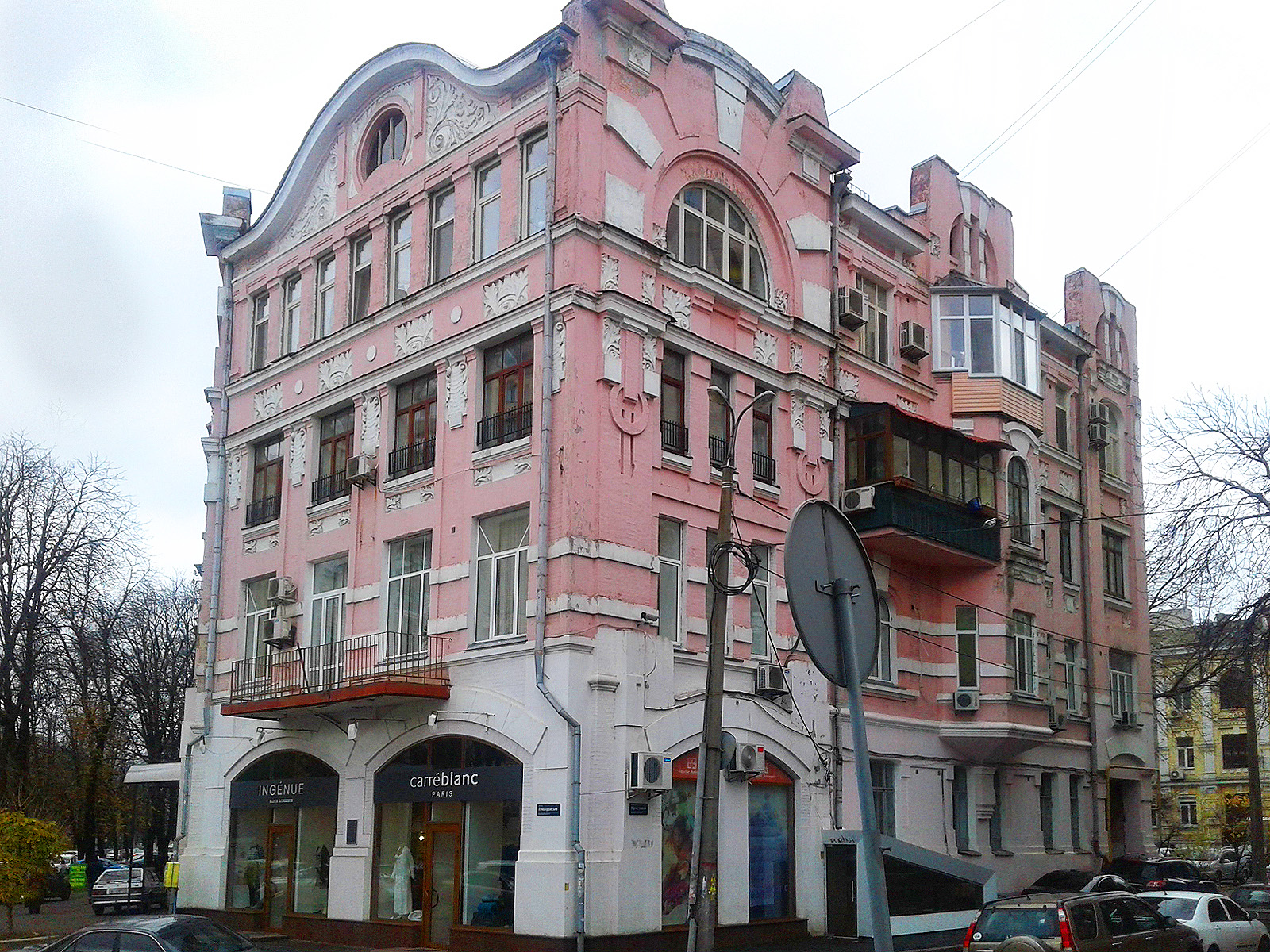
Будинок, 1912 (вулиця Омеляновича-Павленка, 14/12)
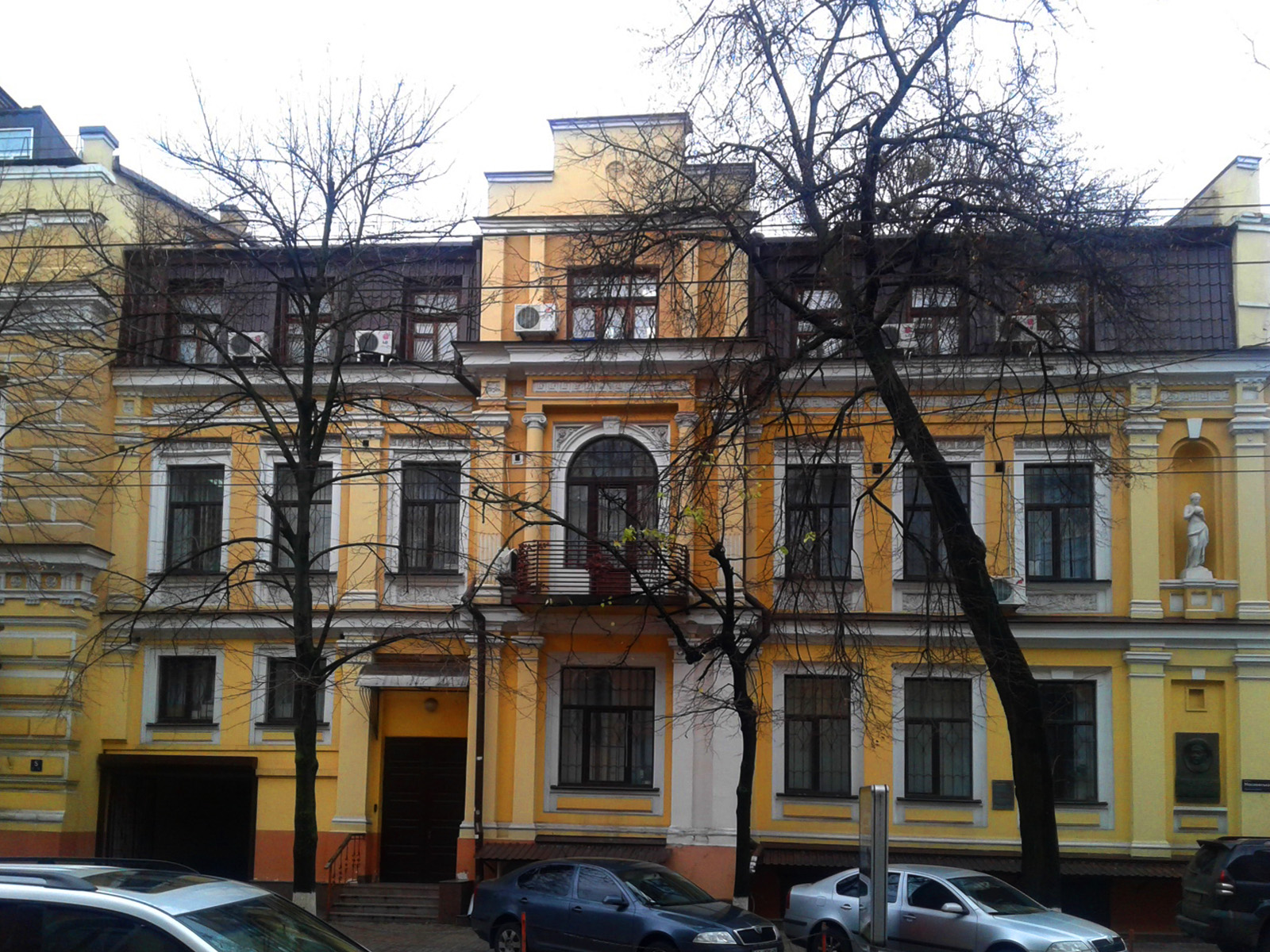
Особняк, 1899 року (вулиця Князів Острозьких, 5)
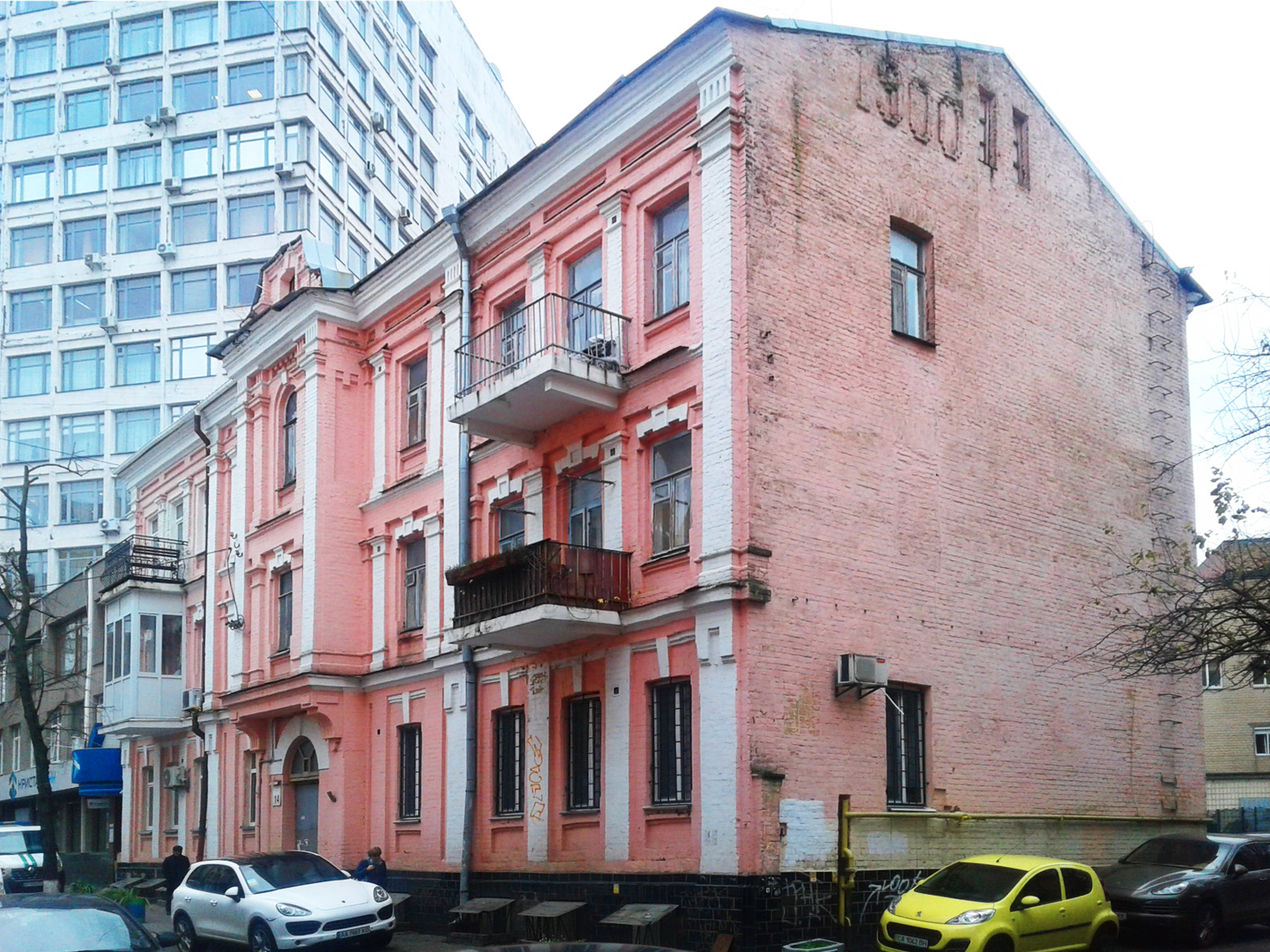
Будинок, 1900 (Бутишів провулок, 14)
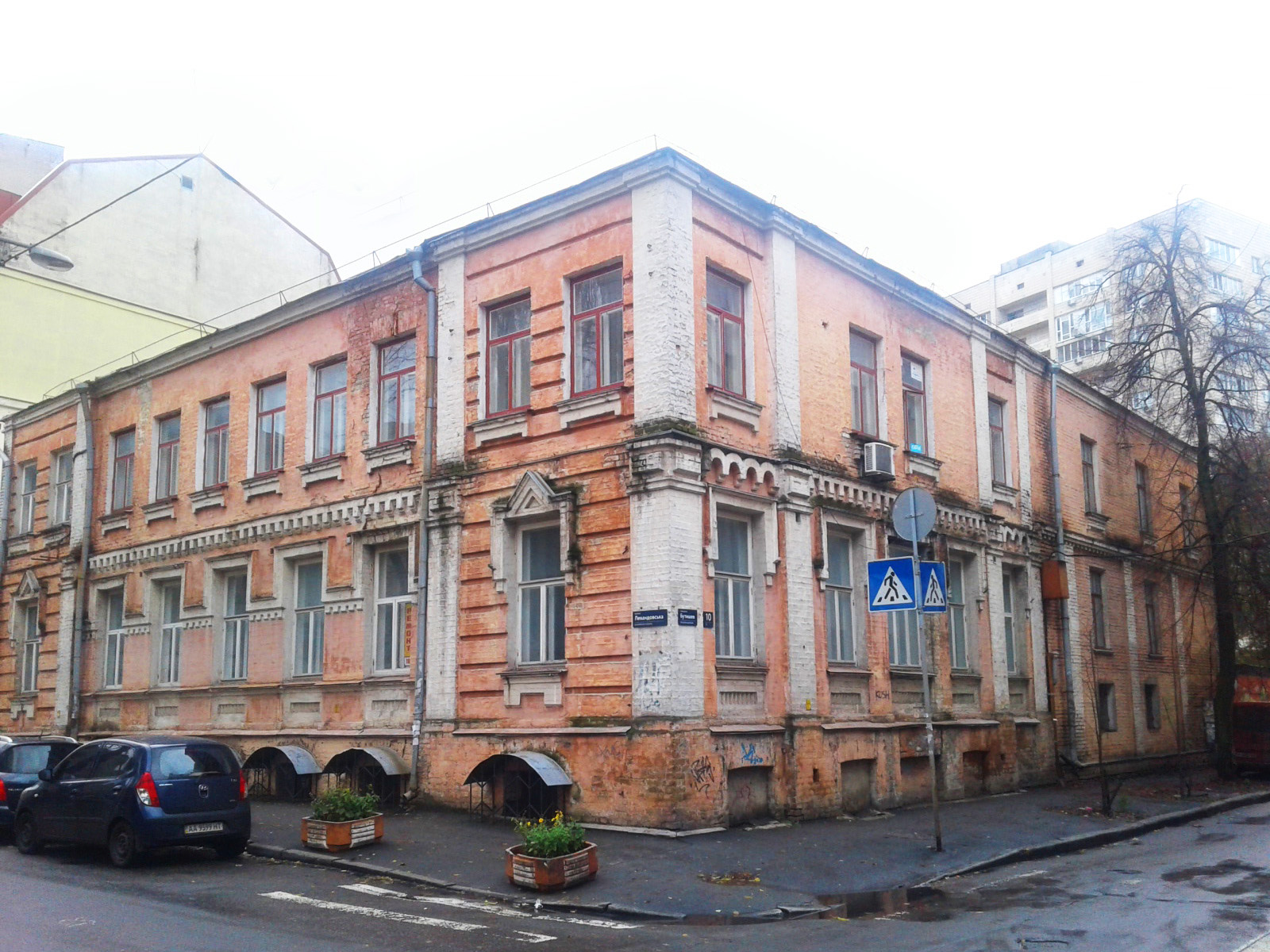
Будинок, 1910 (Бутишів провулок, 10)
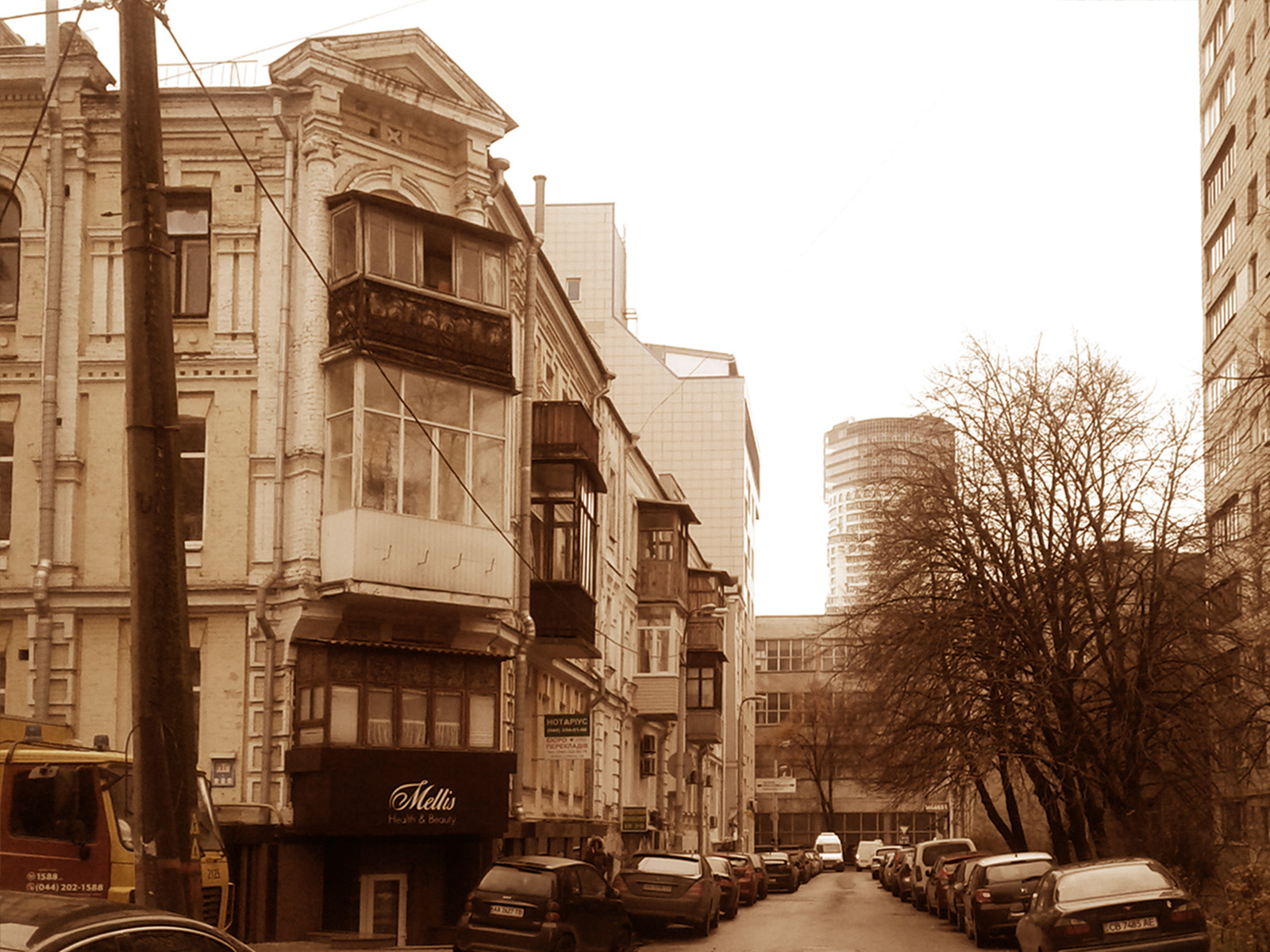
Будинок, поч. ХХ ст. (Хрестовий пров., 8)
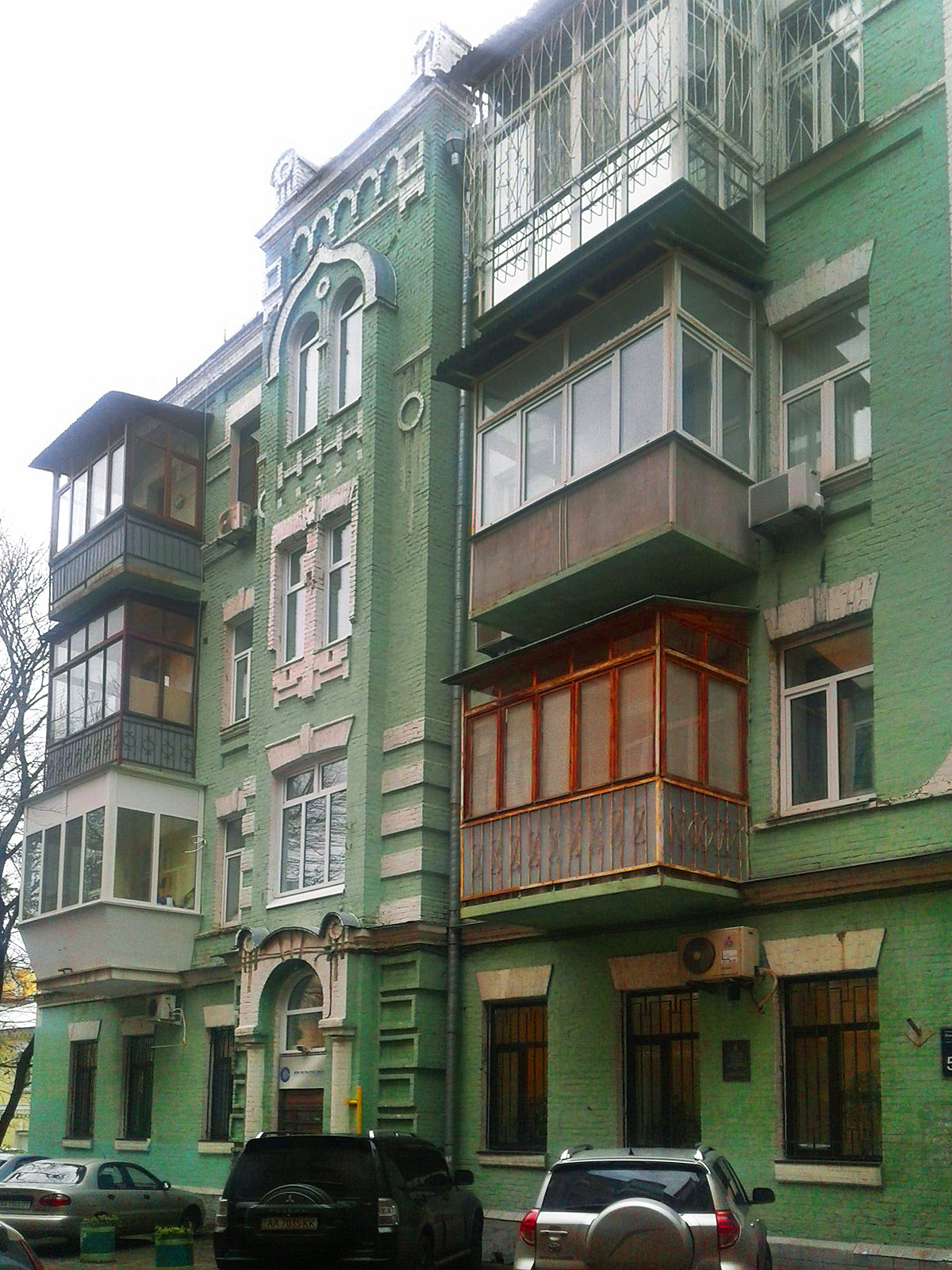
Прибутковий будинок, 1910. (Левандовська, 5-б)
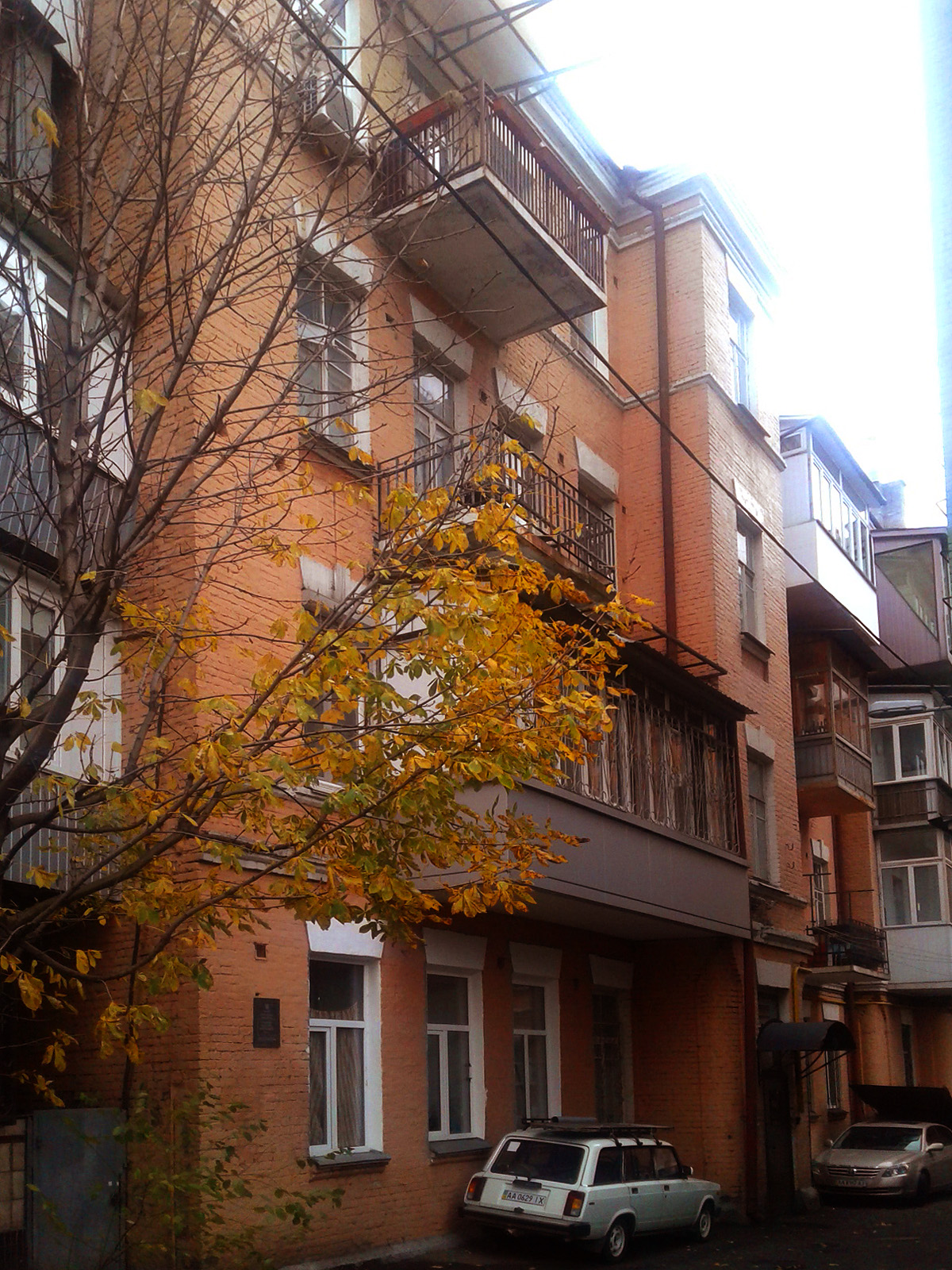
Прибутковий будинок, 1911. (Левандовська, 5)
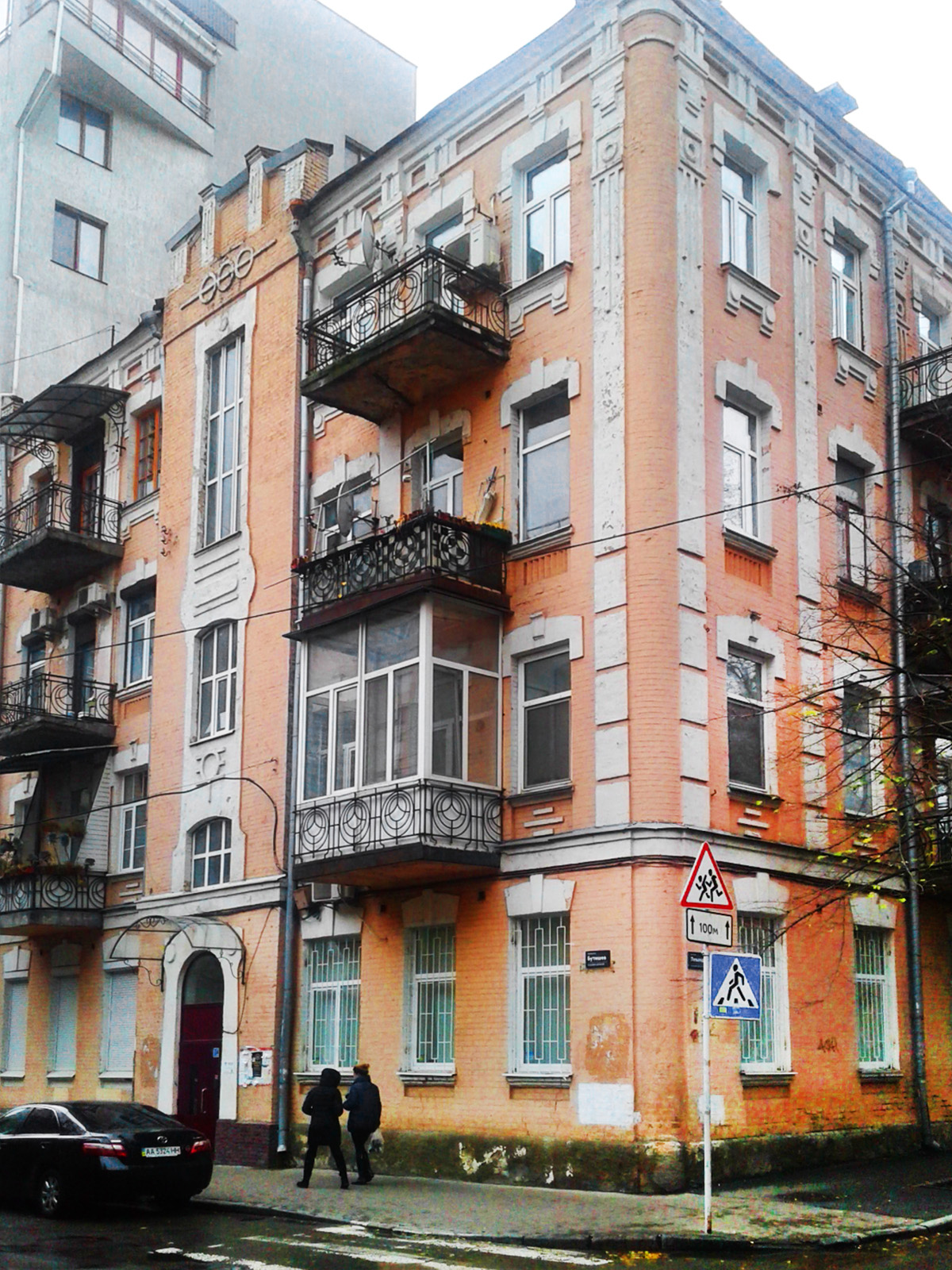
Особняк з алхімічними символами, 1910 (Левандовська, 8/15а)
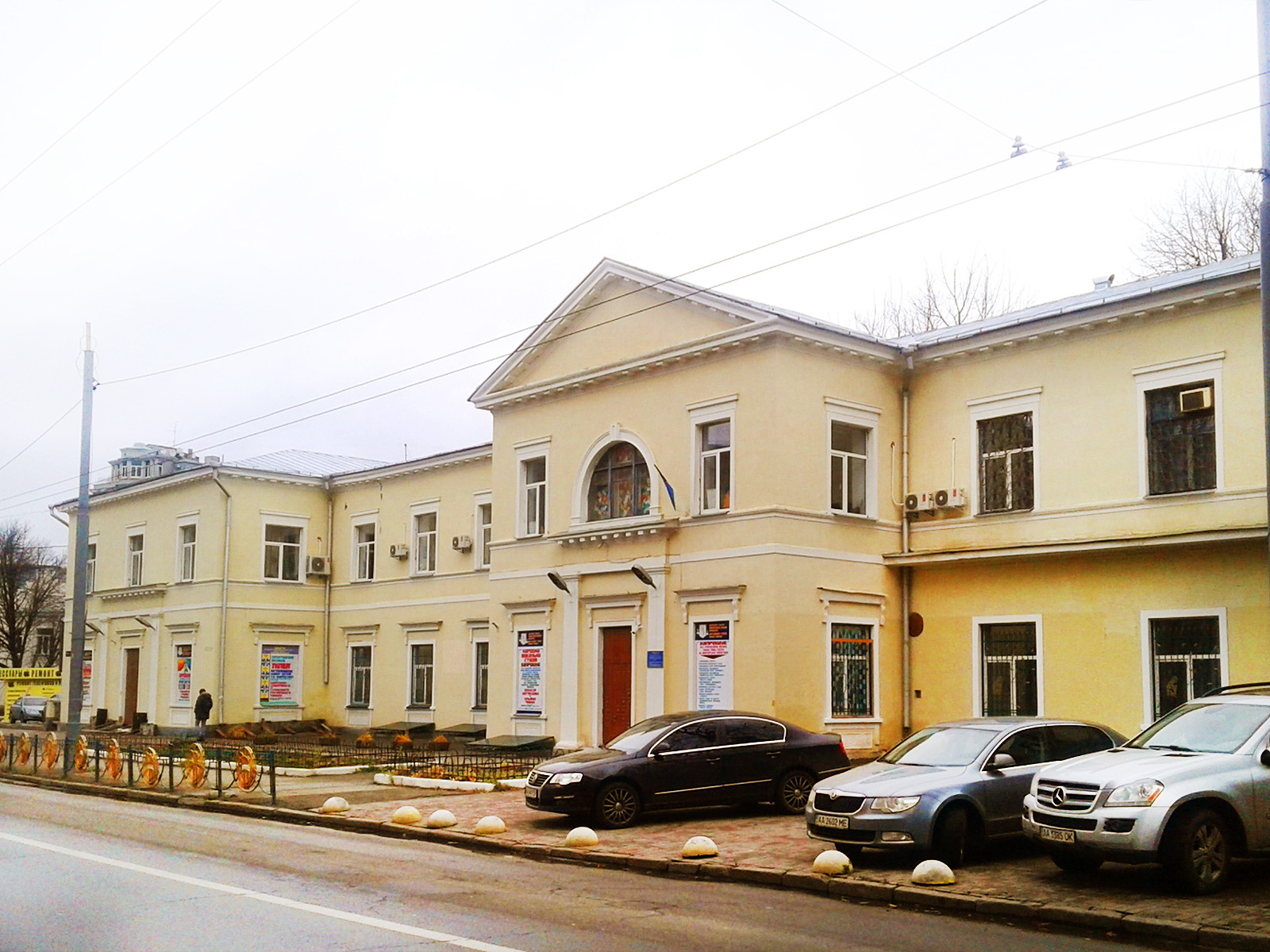
Будинок культури заводу «Арсенал», початок ХХ ст.
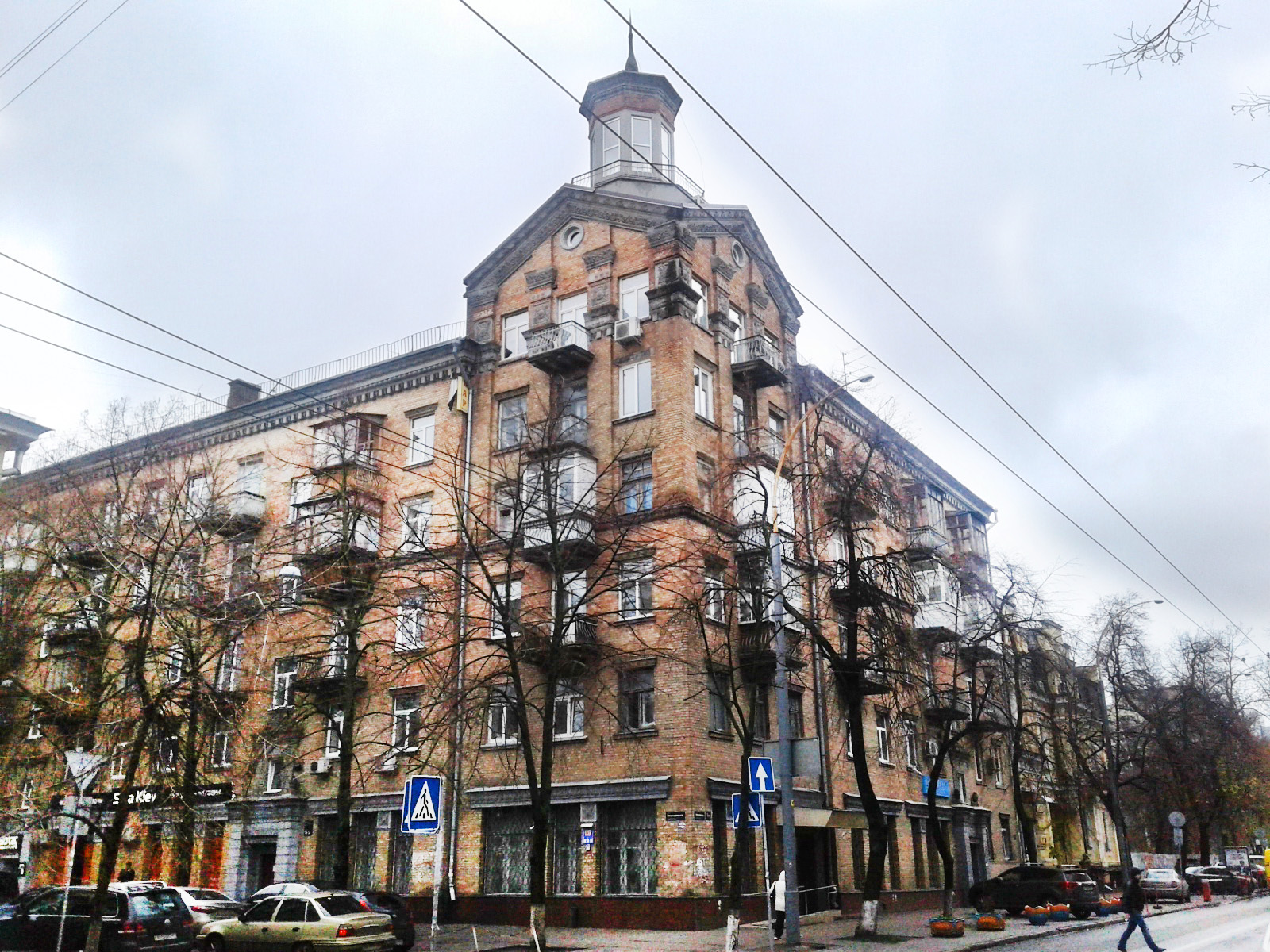
Житловий будинок працівників «Метробуду», 1954

## Установи та заклади
- Корпуси заводу «Арсенал».
- Поліклініка № 1 Печерського району (Князів Острозьких, 1/2)
- Центр художньої та технічної творчості «Печерськ» (Князів Острозьких, 3).
- Кінотеатр «Зоряний».
- Печерська гімназія № 75 (Бутишів провулок, 11).
- Музей костюма і стиля «Victoria Museum» (Бутишів провулок, 23)
- Оптико-механічний коледж Київського національного університету ім. Тараса Шевченка (Левандовська, 6)
- Олександрійська гімназія (Левандовська, 7)

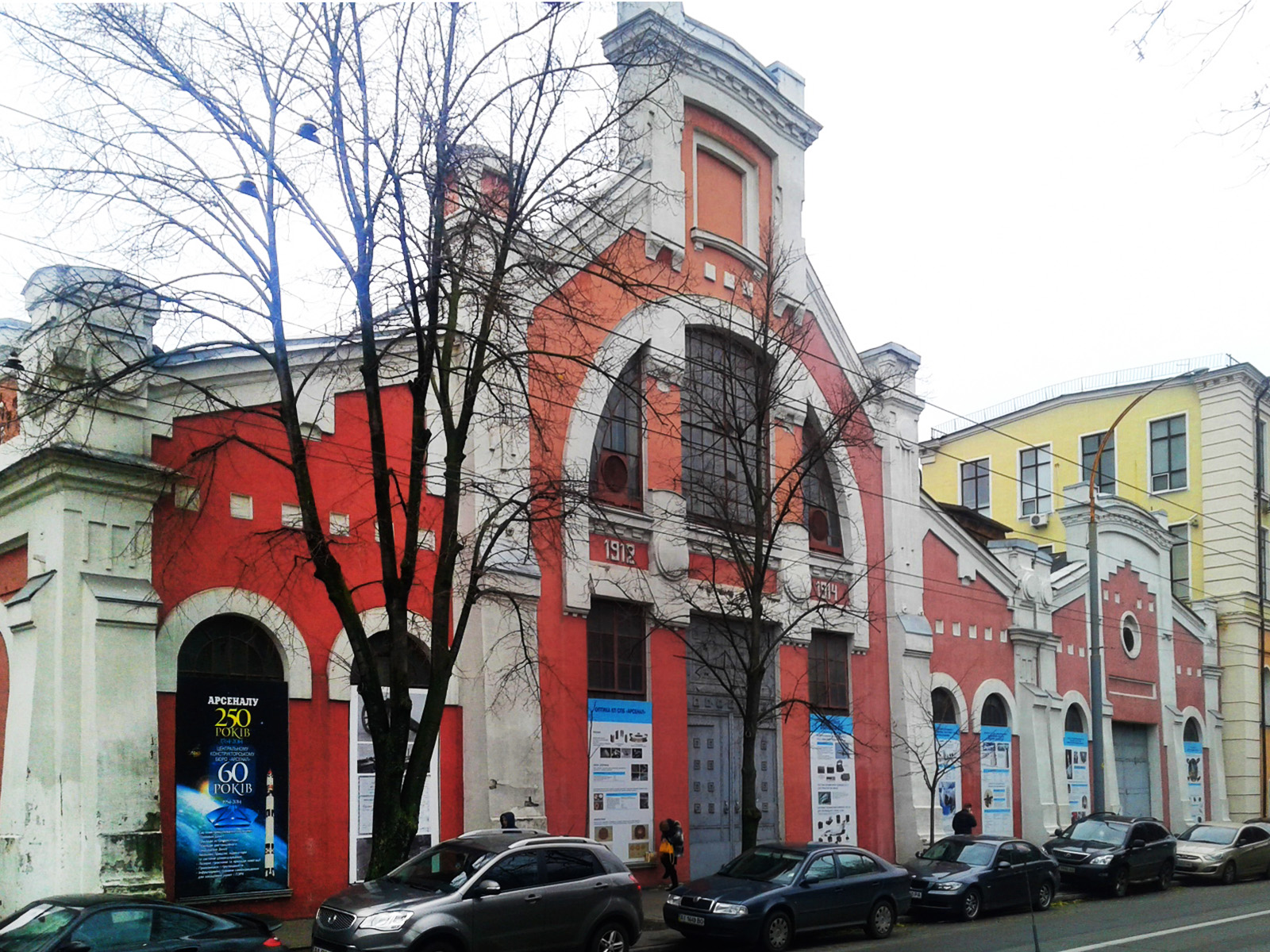
Завод «Арсенал», механічний цех, 1912-1914 рр.
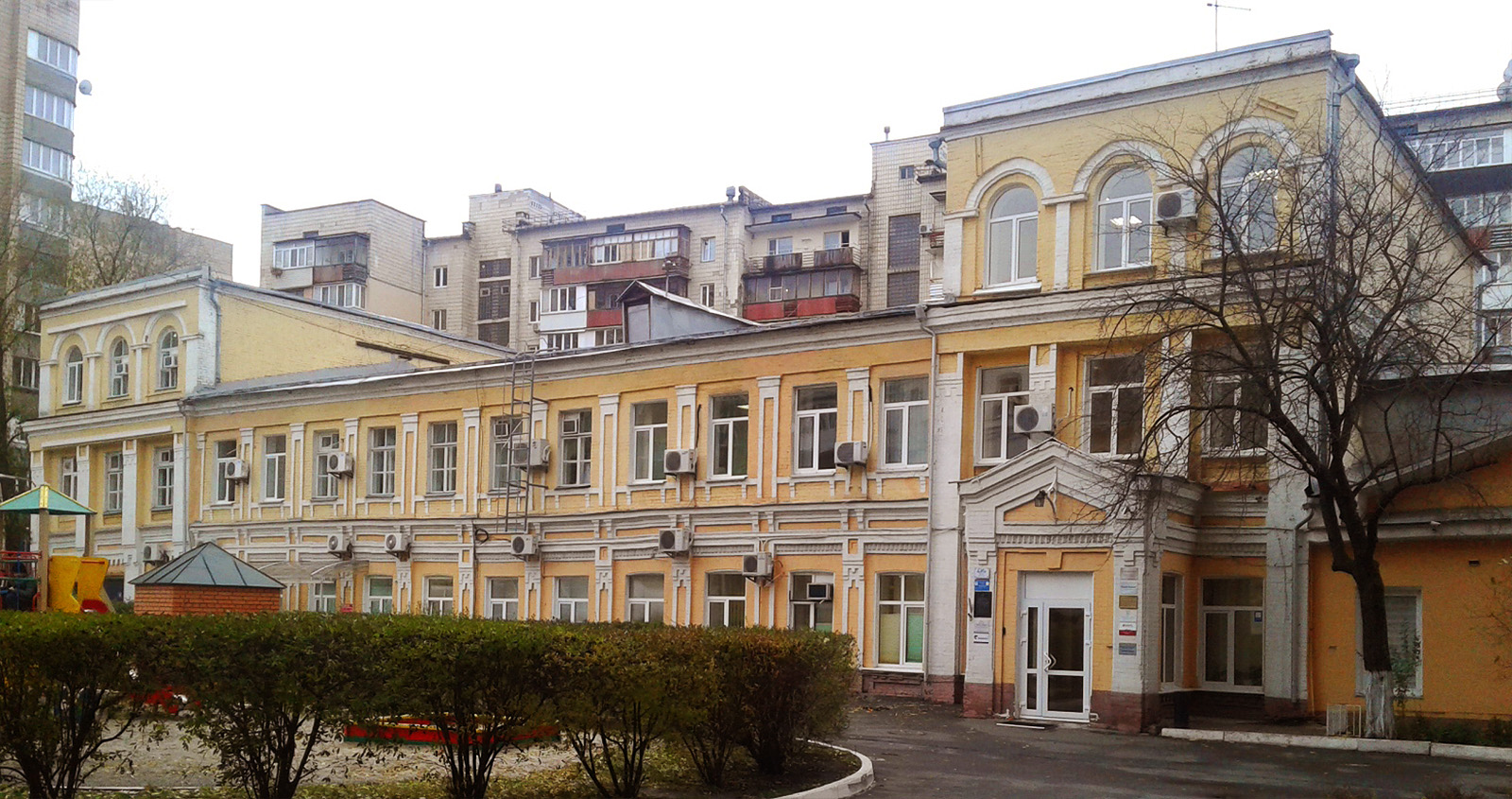
Лікарня очних хвороб Попових, 1887. (вулиця Івана Мазепи, 10а)
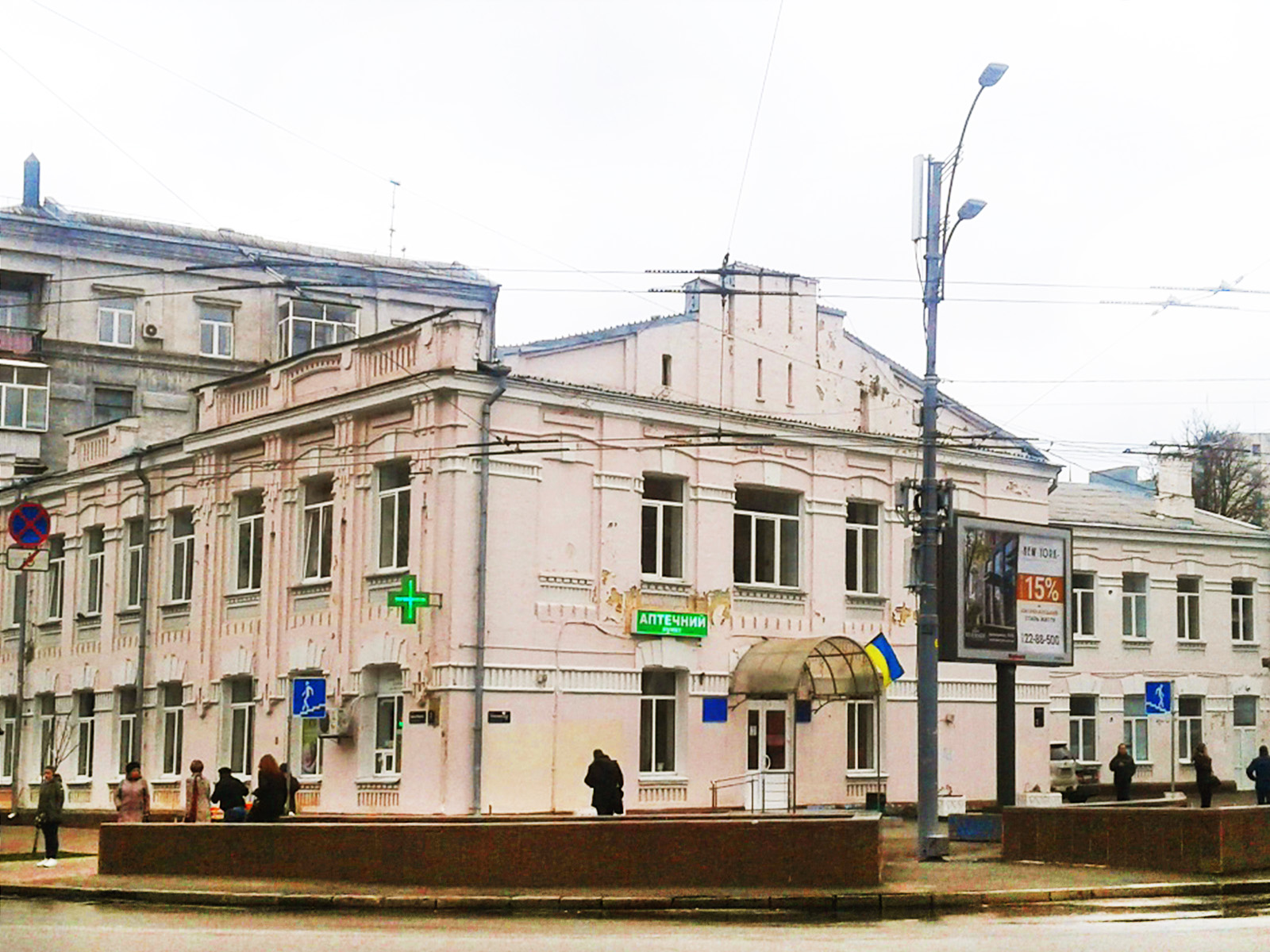
Поліклініка № 1, 1904.
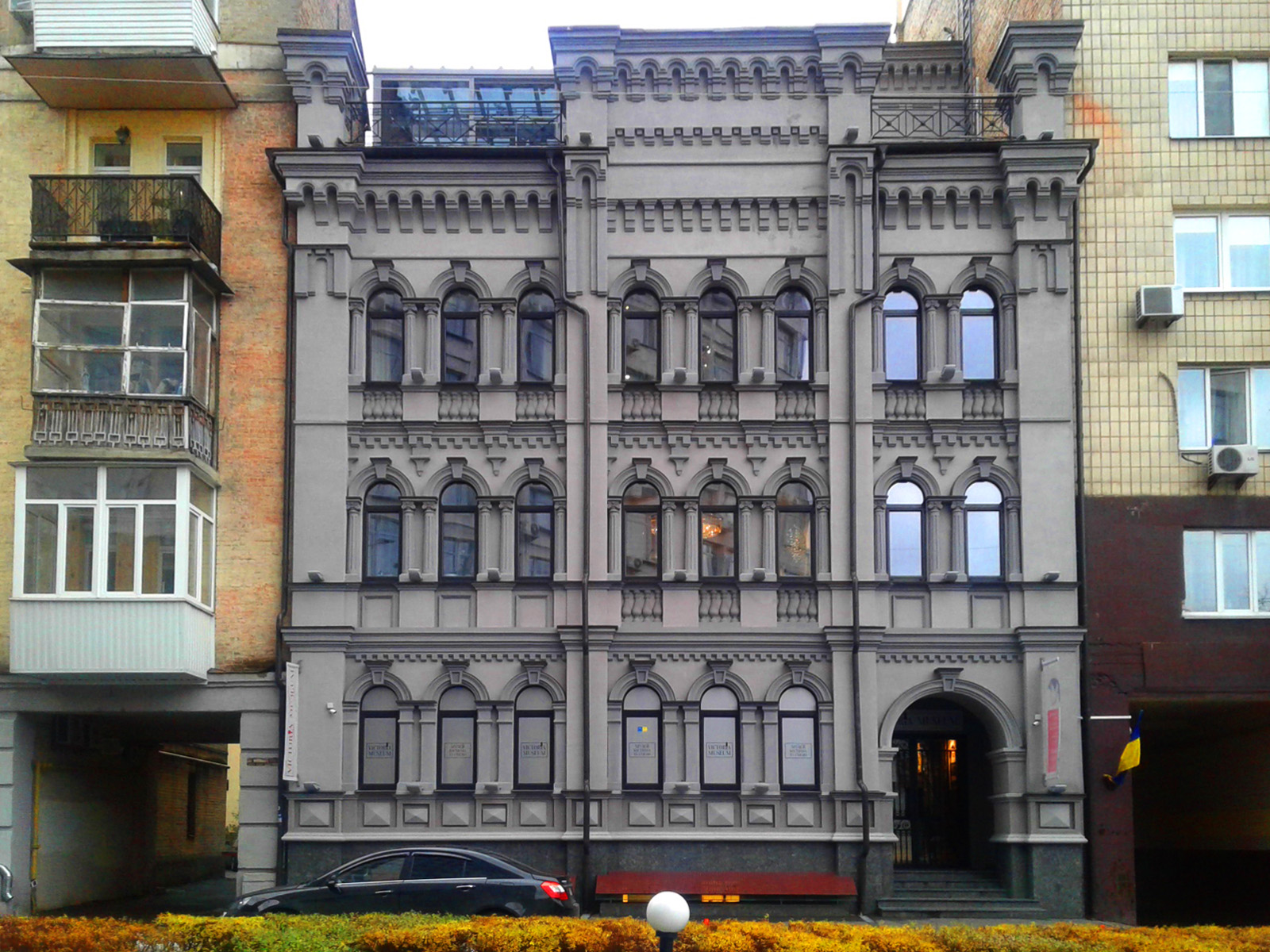
Музей костюма і стиля (Бутишів провулок, 23)
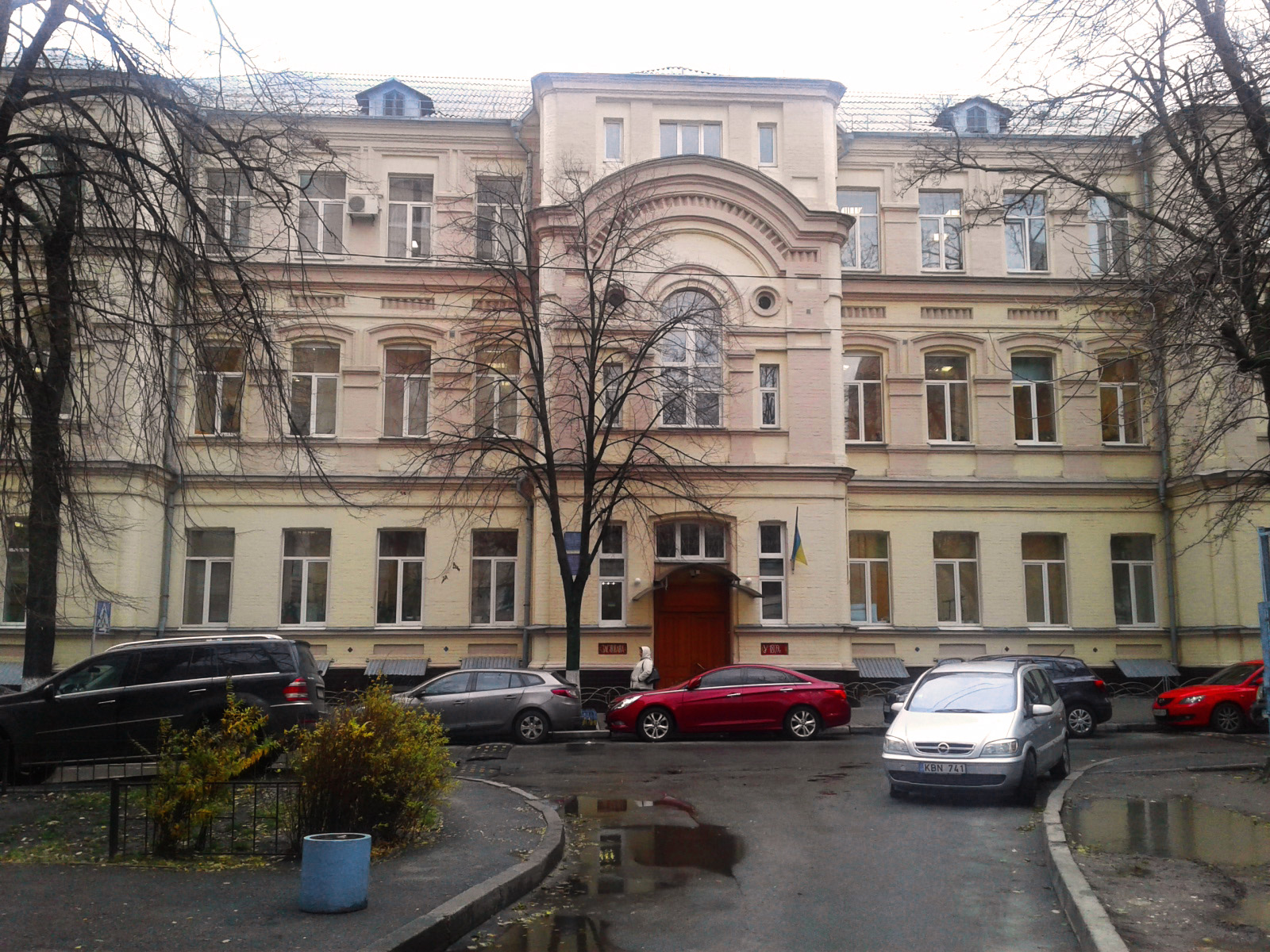
Парафіяльне училище, 1902—1903 (Печерська гімназія № 75)